# Mara Selvini Palazzoli
Mara Selvini Palazzoli, née le 15 août 1916 à Milan et morte le 21 juin 1999 à Milan, est une psychiatre italienne, fondatrice en 1971 avec Gianfranco Cecchin, Luigi Boscolo et Giuliana Prata, du mouvement de thérapie familiale systémique appelé « Approche de Milan ».

## Biographie
Elle est née en 1916 à Milan, quatrième enfant d'un couple d'entrepreneurs. Cette quatrième naissance n'était pas souhaitée par ses parents.
Elle effectue des études de médecine et de psychiatrie, toujours à Milan, s'intéressant notamment aux jeunes filles anorexiques.
En plus de ses écrits, elle fonde en 1967 à Milan le premier centre italien de thérapie familiale, avec d'autres psychiatres et psychologues, et est une pionnière dans ce domaine.
Elle meurt en 1999 à Milan.

### Livres
- (it) Paradosso e Controparadosso. Un nuovo modello nella terapia della famiglia a transazione schizofrenica, avec Gianfranco Cecchin, Luigi Boscolo et Giuliana Prata, Feltrinelli, Milano, (1975). Nouvelle édition en 2003 aux éditions Raffaello Cortina avec une nouvelle préface de Pietro Barbetta

### Articles
- (en) The treatment of children trough the brief therapy of their parents"", avec Gianfranco Cecchin, Luigi Boscolo et Giuliana Prata, Family Process (vol. 13 n. 4), pp. 429-442, (1974)
- (en) Paradox and Counterparadox. A New Model for the Therapy of the Family in Schizophrenic Transaction, avec Gianfranco Cecchin, Luigi Boscolo et Giuliana Prata, in J. Jørstad and E. Ugelstad (eds.) Schizophrenia 75. Psychotherapy Family Studies, Research 283, 294. Universitetsforlaget, Oslo, Norway, (1975)
- (en) La prima seduta di una terapia familiare sistemica, avec Gianfranco Cecchin, Luigi Boscolo et Giuliana Prata, Terapia Familiare, 2, (1977)
- (en) Family rituals. A powerful tool in family therapy, avec Gianfranco Cecchin, Luigi Boscolo et Giuliana Prata, Family Process (vol.16 n. 4), pp. 445-453, (1977)
- (en) A ritualised prescription in family therapy: odd days and even days, avec Gianfranco Cecchin, Luigi Boscolo et Giuliana Prata, Journal of marriage and family counselling, 4, pp. 3-9, (1978)
- (it) Debora Masserdotti, « Mara Selvini Palazzoli : una donna per una nuova psicanalisi », La donna italiana da Salò alla Prima Repubblica. Curatelle de Romain H. Rainero, Milan, Cuesp,‎ 2010, p. 287-305 (ISBN 978-88-6301-031-2).